# Transição presidencial de Joe Biden
A transição presidencial de Joe Biden foi a transição de governo, com a troca do poder executivo, da administração de Donald Trump para de Joe Biden. Em abril de 2020, ele se tornou o candidato provável do Partido Democrata para presidente dos Estados Unidos e aceitou formalmente a indicação em agosto de 2020. A equipe de transição de Biden, liderada por Ted Kaufman, foi anunciada em 20 de junho de 2020. A eleição presidencial de 2020 foi marcada para 3 de novembro de 2020, e Biden foi declarado o vencedor aproximadamente em 7 de novembro, tornando-o o presidente eleito. O Colégio Eleitoral se reuniu em 14 de dezembro de 2020 e formalizou a eleição para presidente e o vice-presidente, e os resultados acabaram certificados em sessão conjunta do Congresso em 6 de janeiro de 2021. A transição de Biden terminou quando ele for inaugurado às 12h PM EST em 20 de janeiro de 2021, quando oficialmente começou sua presidência.
A transição de poder foi complicada. O presidente Donald Trump se recusou a aceitar o resultado da eleição e falsamente acusou o pleito de ter sido fraudado pelo seu adversário (embora nunca tenha apresentado qualquer prova a respeito disso). O governo Trump ativamente buscou dificultar a transição, retendo financiamento que a equipe de Biden tinha direito, de acordo com a lei, não permitiu acesso a agências do governo ou forneceu um escritório para eles trabalharem. Além disso, foi inicialmente negado a Biden acesso a relatórios e documentos secretos, como era costumeiro. Foi só em 24 de novembro que o governo Trump finalmente aprovou que Biden passasse a receber os documentos secretos de Estado.

## Procedimentos de transição
De acordo com a Lei de Transição Presidencial Pré-Eleitoral de 2010, as equipes de transição presidencial em potencial recebem espaço de escritório pela Administração de Serviços Gerais (GSA).  Eles também são elegíveis para financiamento governamental para funcionários; os gastos com a equipe de transição de Mitt Romney em 2012 foram de US $ 8,9 milhões, todos os fundos apropriados pelo governo dos Estados Unidos. De acordo com a lei federal existente e os costumes, Biden tornou-se elegível para receber briefings confidenciais de segurança nacional quando sua nomeação foi formalizada na convenção nacional do partido em agosto de 2020.
As principais responsabilidades de uma transição presidencial incluem a identificação e verificação de candidatos para aproximadamente 4.000 cargos não civis no governo dos Estados Unidos, que servirão conforme a vontade do presidente; providenciar a ocupação de residências executivas, incluindo a Casa Branca, One Observatory Circle e Camp David ; ligação com o Comando Estratégico dos Estados Unidos para recebimento dos Códigos Ouro ; e informar o pessoal sênior sobre as prioridades de política de uma nova administração.

### Desenvolvimentos pré-eleitorais
Uma lei promulgada pelo Congresso em 2019 que altera a Lei de Transição Presidencial exige que o presidente em exercício estabeleça "conselhos de transição" até junho de um ano eleitoral para facilitar a possível transferência de poder.
Biden nomeou uma equipe de transição em maio de 2020, presidida pelo ex-senador de Delaware, Ted Kaufman. Mais funcionários foram anunciados em setembro. A campanha tem um orçamento estimado de US $ 7 a 10 milhões e planeja ter uma equipe de 300 pessoas até o início de dezembro de 2020. Vários grupos de trabalho foram criados no final de setembro e início de outubro.
Devido à pandemia COVID-19, grande parte do trabalho foi feito com o Zoom .
Biden lançou seu site de transição por volta das 6h30 PM EST em 4 de novembro, antes do resultado final da eleição.

## Envolvimento na potencial eleição disputada
Já no verão de 2020, o presidente Donald Trump questionou a legitimidade da eleição, dizendo que o aumento da votação por correspondência na eleição de 2020 em comparação com as eleições anteriores levará a uma "eleição fraudulenta". Por esse motivo, muitos especialistas e redatores editoriais têm insistido que seu oponente Joe Biden precisa vencer por uma vitória esmagadora para impedir que Trump desafie o resultado. As acusações preventivas de fraude do presidente Trump levaram algumas pessoas a considerar o que aconteceria se o presidente perdesse por uma margem inferior a um deslizamento de terra. Em vários momentos, o presidente Trump chamou seu procurador-geral William Barr para investigar Biden e seu filho Hunter, com Trump às vezes sugerindo que seu oponente deveria estar na prisão.
Rosa Brooks, que trabalhou no Departamento de Defesa durante o governo Obama, foi cofundadora do Projeto de Integridade de Transição (TIP), que em junho de 2020 realizou uma série de exercícios de "jogos de guerra" para explorar possíveis cenários de transição e eleição. Em agosto de 2020, o TIP divulgou um relatório amplamente discutido que delineou quatro exercícios de planejamento do cenário de crise eleitoral de 2020 para a eleição presidencial de 2020 nos Estados Unidos . Os cenários examinados pelo TIP incluíram uma vitória Biden decisiva, uma vitória Trump decisiva, uma vitória Biden estreita e um período de incerteza prolongada após a eleição. Outros acadêmicos, como Lawrence Douglas em seu livro Will He Go ?: Trump and the Looming Election Meltdown em 2020 também discutiram a possibilidade de Trump se recusar a ceder se perder.

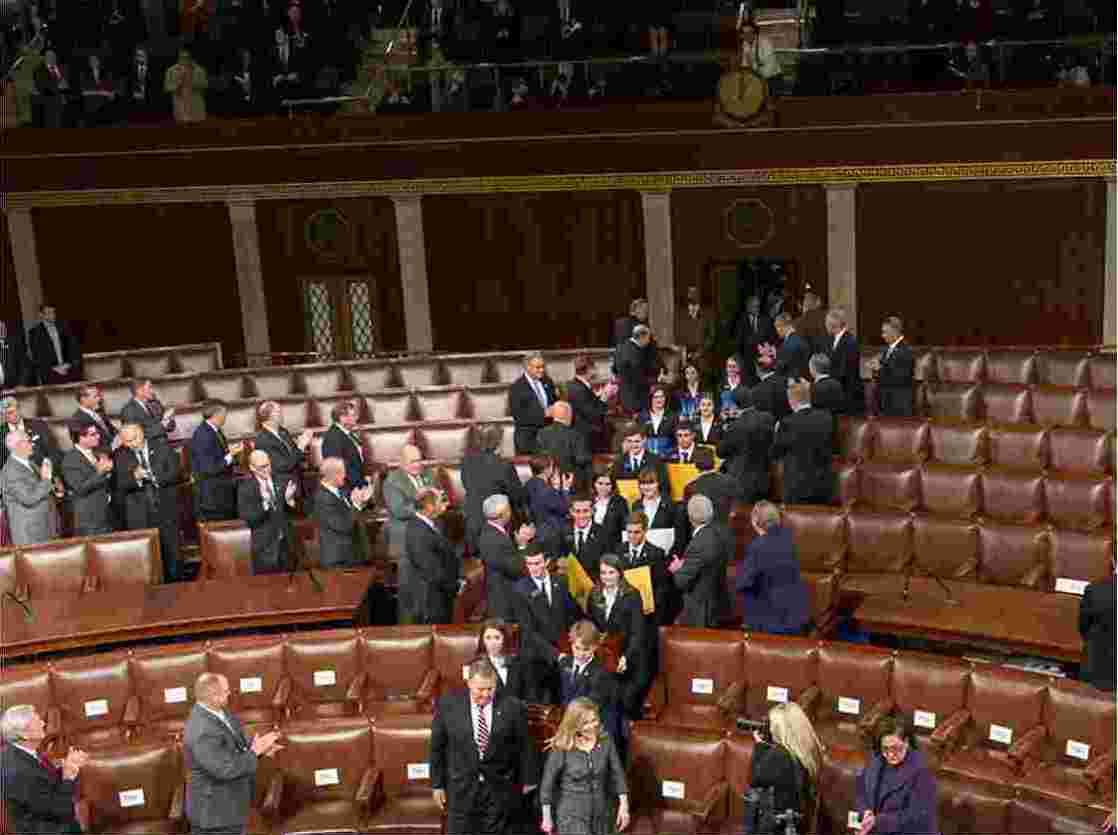
Os votos eleitorais são contados em sessão conjunta do Congresso de 2017

De acordo com a 20ª Emenda, o vice-presidente deve contar os votos eleitorais em uma sessão conjunta do Congresso em 6 de janeiro de 2021. Isso é regido pela Lei da Contagem Eleitoral de 1887, aprovada para evitar crises como a de 1876-77, e embora disposições tenham sido usadas, a lei nunca foi realmente posta à prova.

## Linha do tempo

### Pré-eleição
As reuniões entre a equipe de transição e a administração começaram com a formação de dois conselhos em maio de 2020, na época em que o ex-vice-presidente conquistou a indicação democrata.
- 8 de abril de 2020: Biden se torna o candidato provável após a retirada de Bernie Sanders .
- 20 de junho de 2020: anunciada a equipe de transição inicial.[33]
- Agosto de 2020: Biden e a senadora Kamala Harris da Califórnia são nomeados na Convenção Democrática.
- 5 de setembro de 2020: a equipe de transição completa é tornada pública.
- 1º de novembro de 2020: Prazo para conclusão dos materiais de transição.[34]
- 3 de novembro de 2020: dia da eleição

### Pós-eleição
- 4 de novembro: O site de transição, buildbackbetter.com, vai ao ar.
- 7 de novembro: Eleição convocada
- Novembro-dezembro: Litígio.[19]
- 8 de dezembro: prazo de porto seguro
- 14 de dezembro: Reunião do Colégio Eleitoral
- 6 de janeiro de 2021: Congresso conta votos do Colégio Eleitoral
- 20 de janeiro de 2021: Dia da Posse